# Núria Marín (periodista)
Núria Marín Font (Viella y Medio Arán, Lérida, España; 29 de septiembre de 1981) es una periodista, escritora, colaboradora y presentadora de televisión española. En 2024, publicó su primera novela titulada Soy Afrodita.

## Biografía
Núria estudió periodismo en la Universidad Ramon Llull entre 1999 y 2003 y comenzó a trabajar como guionista en el programa Kaos de Citytv. Enlazó este trabajo con el de redactora para la revista Súper Pop, en la que estuvo durante 3 años. Más adelante, en 2008, comenzó a trabajar como guionista para el programa Condició Femenina en Canal Català TV.
Tras un breve tiempo en la cadena autonómica, comenzó a trabajar como coordinadora de programas de entretenimiento en La Fábrica de la Tele. Para esta empresa ha trabajado en programas como Sálvame, La Caja, El quinto poder, El comecocos o Dale al REC, todos en Mediaset España. Su debut como presentadora fue en el año 2013 de la mano de Cazamariposas y junto a Nando Escribano, un programa emitido diariamente en Divinity y algunos días en Telecinco y Cuatro, en el que se mantiene hasta su cancelación en 2020. También presenta y cubre diversas galas y eventos en Divinity.
En 2016 se anunció su fichaje como colaboradora de Hable con ellas en Telecinco. En julio de 2017 fichó como presentadora de Mad in Spain, junto a Jordi González en Telecinco. En enero de 2018 se incorporó como colaboradora eventual de Sábado Deluxe y el 3 de agosto del mismo año se estrenó como presentadora sustituta de Sálvame.
En febrero de 2020 comienza a presentar el nuevo programa de Divinity y Cuatro La habitación del pánico. Ese mismo año presenta Más tiempo de descuento y La casa fuerte, además de copresentar los espacios Hormigas blancas y La última cena.
En abril de 2022 con los cambios puntuales de  Sálvame presenta Sálvame Limón en dúo con Adela González, siendo así la sustituta de Jorge Javier Vázquez y también se convirtió en colaboradora de Sálvame Naranja. Con la desaparición de dichos cambios y las incorporaciones de las presentadoras Adela González, Terelu Campos y María Patiño, perdió peso en el programa y sus apariciones fueron esporádicas durante el resto del año.
Al mismo tiempo regresa de forma puntual a su puesto de colaboradora en Viernes Deluxe.
En 2022 también fue copresentadora de Sálvame Fashion Week y en las dos ediciones de Mediafest Night Fever.
El 15 de diciembre de 2023, Mediaset España anunció que a partir del 1 de enero de 2024 prescindiría de sus servicios como presentadora de Socialité, formato que conducía desde 2017, corriendo su misma suerte María Patiño. Desde el 6 de enero de 2024, el programa quedaría en manos de María Verdoy.
A partir de septiembre del 2025  presenta en TV3 la nueva temporada de  Està passant.

## Trayectoria

### Televisión
| Año             | Título                   | Cadena            | Notas                           |
| --------------- | ------------------------ | ----------------- | ------------------------------- |
| 2008-2010       | El quinto poder          | La Siete          | Presentadora                    |
| 2013            | Concierto «Por Ellas»    | Divinity          | Reportera                       |
| 2013-2020       | Cazamariposas            | Divinity y Cuatro | Presentadora                    |
| 2014-2015       | Cazamariposas VIP        | Telecinco         | Presentadora                    |
| 2015-2016       | Precampanadas            | Divinity          | Presentadora                    |
| 2016            | Hable con ellas          | Telecinco         | Colaboradora                    |
| 2017            | A tota pantalla          | TV3               | Colaboradora                    |
| 2017            | Especial: La Voz 5       | Be Mad            | Presentadora                    |
| 2017            | Mad in Spain             | Telecinco         | Presentadora                    |
| 2017-2024       | Socialité                | Telecinco         | Presentadora                    |
| 2018-2023       | Sálvame                  | Telecinco         | Presentadora sustituta          |
| 2018-2020; 2022 | Deluxe                   | Telecinco         | Colaboradora                    |
| 2018            | Hechos reales            | Telecinco         | Colaboradora                    |
| 2020            | Más tiempo del descuento | Telecinco         | Presentadora                    |
| 2020            | La habitación del pánico | Cuatro y Divinity | Presentadora                    |
| 2020            | La casa fuerte           | Telecinco         | Presentadora                    |
| 2020            | Hormigas blancas         | Telecinco         | Copresentadora                  |
| 2020-2021       | La última cena           | Telecinco         | Copresentadora                  |
| 2022            | Sálvame                  | Telecinco         | Colaboradora de Sálvame Naranja |
| 2022            | Sálvame                  | Telecinco         | Presentadora de Sálvame Limón   |
| 2022            | Sálvame Mediafest        | Telecinco         | Presentadora                    |
| 2022            | Mediafest Night Fever    | Telecinco         | Presentadora                    |
| 2022-2023       | Sálvame Fashion Week     | Telecinco         | Copresentadora                  |
| 2023            | Zona Franca              | TV3               | Invitada                        |
| 2023-presente   | Està passant             | TV3               | Colaboradora                    |
| 2024-presente   | Love cost                | TV3               | Presentadora                    |
| 2024-presente   | Tens un minut?           | TV3               | Presentadora                    |
| 2025            | La familia de la tele    | La 1              | Colaboradora                    |

### Otras plataformas
| Año           | Título             | Plataforma | Notas        |
| ------------- | ------------------ | ---------- | ------------ |
| 2022          | FAVS Mtmad         | Mtmad      | Presentadora |
| 2022-presente | Royal salseo       | TikTok     | Creadora     |
| 2023-presente | Puro Salseo        | Spotify    | Presentadora |
| 2024-presente | Reales y revueltos | Podimo     | Presentadora |

## Premios y nominaciones
| Año  | Premio       | Medio  | Resultado |
| ---- | ------------ | ------ | --------- |
| 2022 | For You Fest | TikTok | Nominada  |
| 2023 | For You Fest | TikTok | Nominada  |

## Libros
- Soy Afrodita. Ediciones Temas de Hoy. Barcelona. 21 de febrero de 2024.[15] ISBN 978-84-19812-34-6.